# Бобров Вікторін Флавіанович
Вікторін Флавіанович Бобров (нар. 25 квітня (8 травня) 1884, Камишин Саратовська губернія — 1946) — професор, Ректор Київського політехнічного інституту з 1921 по 1929 роки.

## Біографія
Народився 8 травня(25 квітня) 1884 року в місті Камишин Саратовська губернія. У 1910 році закінчив Київський політехнічний інститут, механічне відділення, інженер-технолог.
Після закінчення інституту певний час працював у Тверській губернії. Утім незабаром повернувся до Києва, де влаштувався на роботу на Київську Печерську (Кріпосну) водоводну станцію та, майже водночас, налагодив контакти для співпраці з київськими представництвами кількох машинобудівних німецьких фірм.
З 1913 року працював авіаційним інженером в П'ятому авіаційному парку — окремій військовій авіаремонтній частини, Київ.
З лютого 1919 року Начальник Головних авіаційних майстерень Управління Червоного Повітряного Флоту України.
З 1921 по 1929 роки був Ректором Київського політехнічного інституту.
З 1929 — директор новоствореної Київської філії Науково-дослідного інституту Променергетики. Втім, посади професора кафедри літакобудування КПІ він не залишив. Понад те, потроїв зусилля щодо створення в інституті окремого авіафакультету. І в 1931 році такий факультет нарешті створюється! Додамо, що невдовзі, в серпні 1933 року, на його базі був утворений вже самостійний навчальний заклад — Київський авіаційний інститут.
У 1931 році його переводять на роботу на Московський авіазавод № 39 ім. В. Р. Менжинського. 
З 1933 року він обіймає посаду декана літакобудівного факультету Московського авіаційного інституту та в 1936—1937 роках Вікторин Флавіанович стає ректором.
Трагічно помер 17 квітня 1946 року через зараження крові.